# Fernand Widal
Pour les articles homonymes, voir Widal.
Fernand Georges Isidore Widal, né le 9 mars 1862 à Dellys (Algérie) et mort le 14 janvier 1929 à Paris, est un médecin et bactériologiste français renommé pour ses travaux sur les maladies rénales, sur la vaccination et le diagnostic sérologique de la fièvre typhoïde, et plus généralement ses recherches concernant les maladies infectieuses. Pendant la Première Guerre mondiale, il met au point un vaccin contre la fièvre typhoïde qui a permis de réduire la propagation de cette maladie dans les troupes françaises et plus globalement alliées.

## Biographie

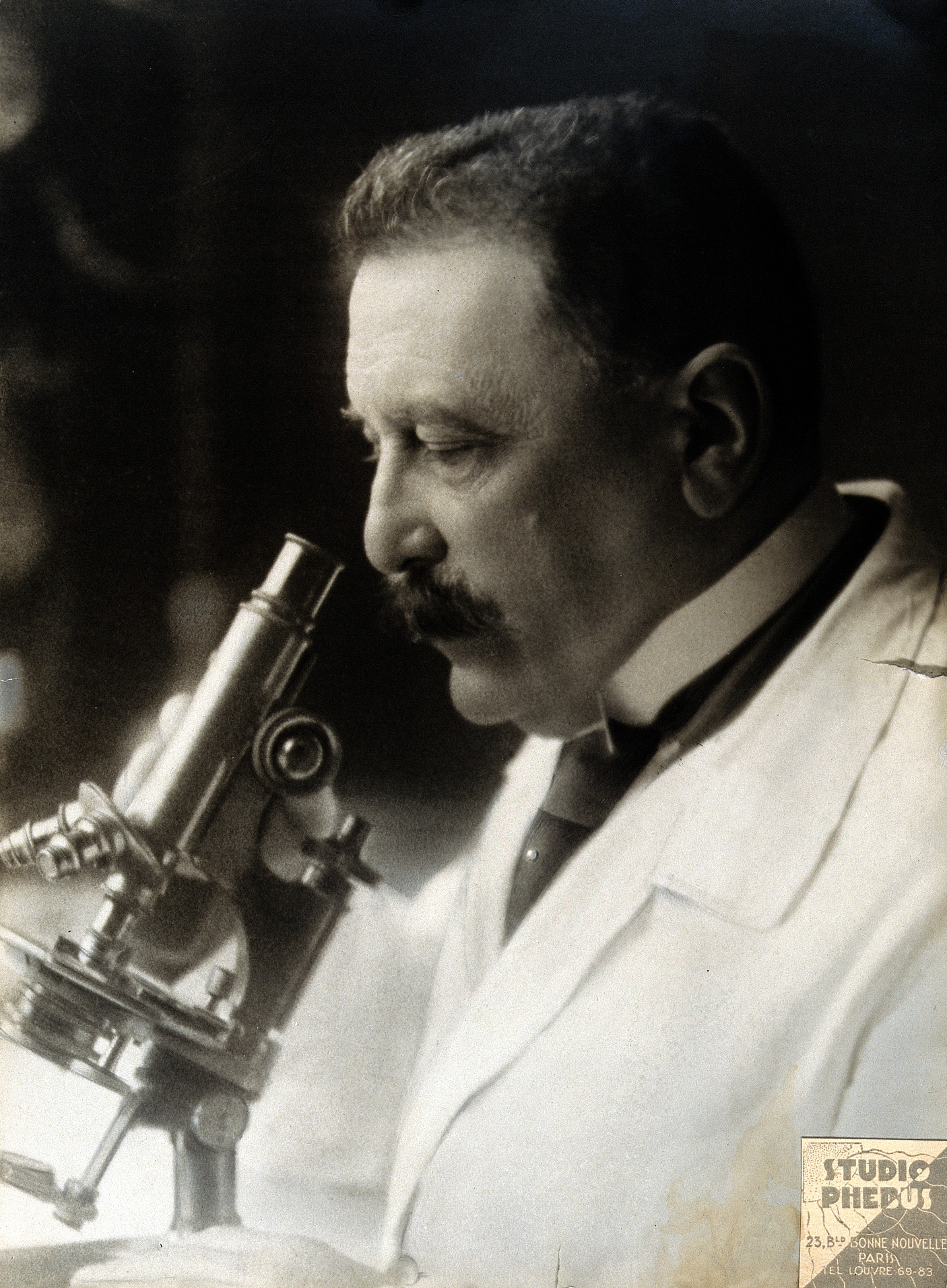
Georges Fernand Isidore Widal. Photographie du Studio Phebus.

Fernand Widal est le fils d'Henri Victor Widal (né à Wintzenheim en 1826 et mort à Paris en 1894), chirurgien militaire issu d'une famille juive originaire d'Alsace alors en poste en Algérie et plus tard médecin chef de l'hôpital de Versailles et membre correspondant de l'Académie de médecine en 1894.
Fernand Widal commence des études de médecine à Paris, devient interne en 1884 et docteur en médecine en 1889. Médecin des hôpitaux de Paris en 1893, agrégé en 1894, il pratique à l'hôpital Cochin à partir de 1905, enseigne la pathologie interne à partir de 1911 en succédant à Georges Dieulafoy, puis la médecine clinique à partir de 1918.
En 1906, il entre à l'Académie de médecine, puis à l'Académie des sciences en 1919.
Il est le frère de l'avocat Georges Widal (1874-1955) et le neveu d'Auguste Widal (1822-1875), professeur de lettres à la faculté de Besançon.

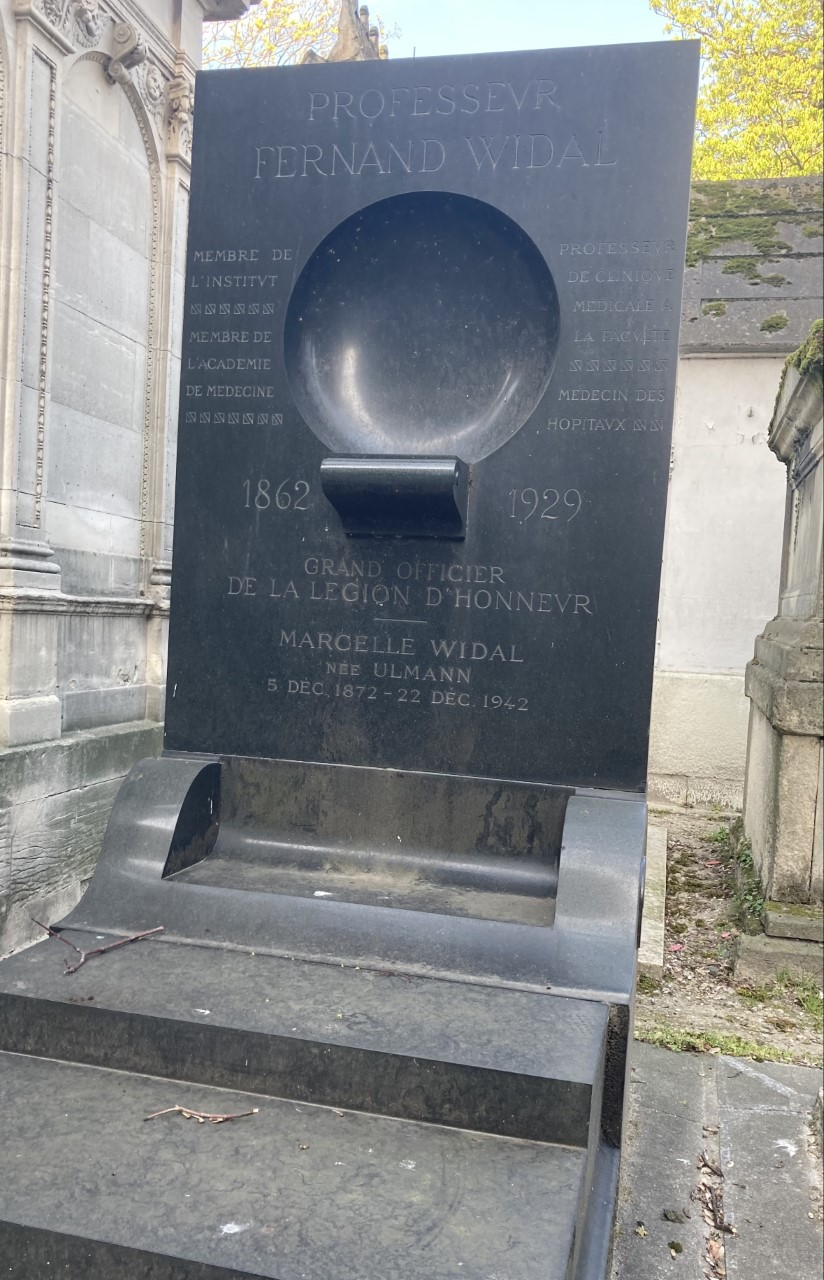
Tombe du professeur Widal au cimetière de Montmartre (division 32).

Le professeur Widal meurt au début de l'année 1929 d'une hémorragie cérébrale consécutive à une crise de goutte en son domicile dans le 8e arrondissement de Paris. Il est enterré au cimetière de Montmartre  (32e division).
En 1936, Philippe Pétain qui était un ami de Fernand Widal est le témoin au mariage de son fils Pierre Widal.
Durant la Seconde Guerre mondiale, sa veuve Sarah-Marcelle Widal née Ulmann n'obtiendra pas d'exemption pour le port de l'Étoile jaune, en tant que juive, malgré notamment le soutien du Pr René Leriche, président de l’Ordre des médecins, en 1942 ; elle meurt six mois plus tard à 70 ans.

## Travaux scientifiques
Les travaux de Widal ont surtout porté sur la fièvre typhoïde, pour laquelle il développe une technique de diagnostic dès 1896, le test de Widal. Il est l'un des pionniers du diagnostic sérologique d'une maladie infectieuse grâce à l'agglutination. Pendant la Première Guerre mondiale, il met au point un vaccin qui a permis de réduire la propagation de cette maladie dans les troupes alliées.
Il a aussi travaillé sur le rôle du chlorure de sodium dans les néphrites et l'œdème cardiaque (1906) et décrit le syndrome de Widal, caractérisé par l'association d'asthme, de polypes nasaux et d'intolérance à l'aspirine (1929). Il est l'auteur de très nombreuses publications portant sur les maladies infectieuses (notamment l'érysipèle), hépatiques, cardiaques et du système nerveux.

## Œuvres et publications
- Expérimentation thérapeutique de la digitaline cristallisée, V. Rozier (Paris), 1873, lire en ligne sur Gallica.
- Étude sur l'infection puerpérale, la "phlegmatia alba dolens" et l'érysipèle, G. Steinheil (Paris), 1889, lire en ligne sur Gallica.
- Sur les microbes de la dysentérie épidémique, 1888.
- Recherches de la réaction agglutinante dans le sang et le sérum desséchés des typhiques et dans la sérosité des vésicatoires avec Arthur Sicard, 1896.
- La cure de déchloruration dans le mal de Bright et dans quelques maladies hydropigènes, avec A. Javal, 1906.
- Streptococcie, staphylococcie, pneumoccie, colibacillose, avec Jules Courmont, Louis Théophile Joseph Landouzy, Nicolas Augustin Gilbert, 1906.
- Maladies des veines et des lymphatiques, 1911.
- Fièvres typhoïde et paratyphoïde, avec André-Alfred Lemierre et Pierre Abrami, 1927.
- La dysenterie bacillaire avec Lemierre and Abrami, 1927.
- Les ictères, avec P. Abrami 1928.
- Spirochétose ictéro-hémorrhagique, avec E. May, 1928.
- Hémoglobinurie avec P. Abrami, 1929.

En collaboration
- avec André Chantemesse : De l’immunité contre le virus de la fièvre typhoïde conférée par des substances solubles, 1888.

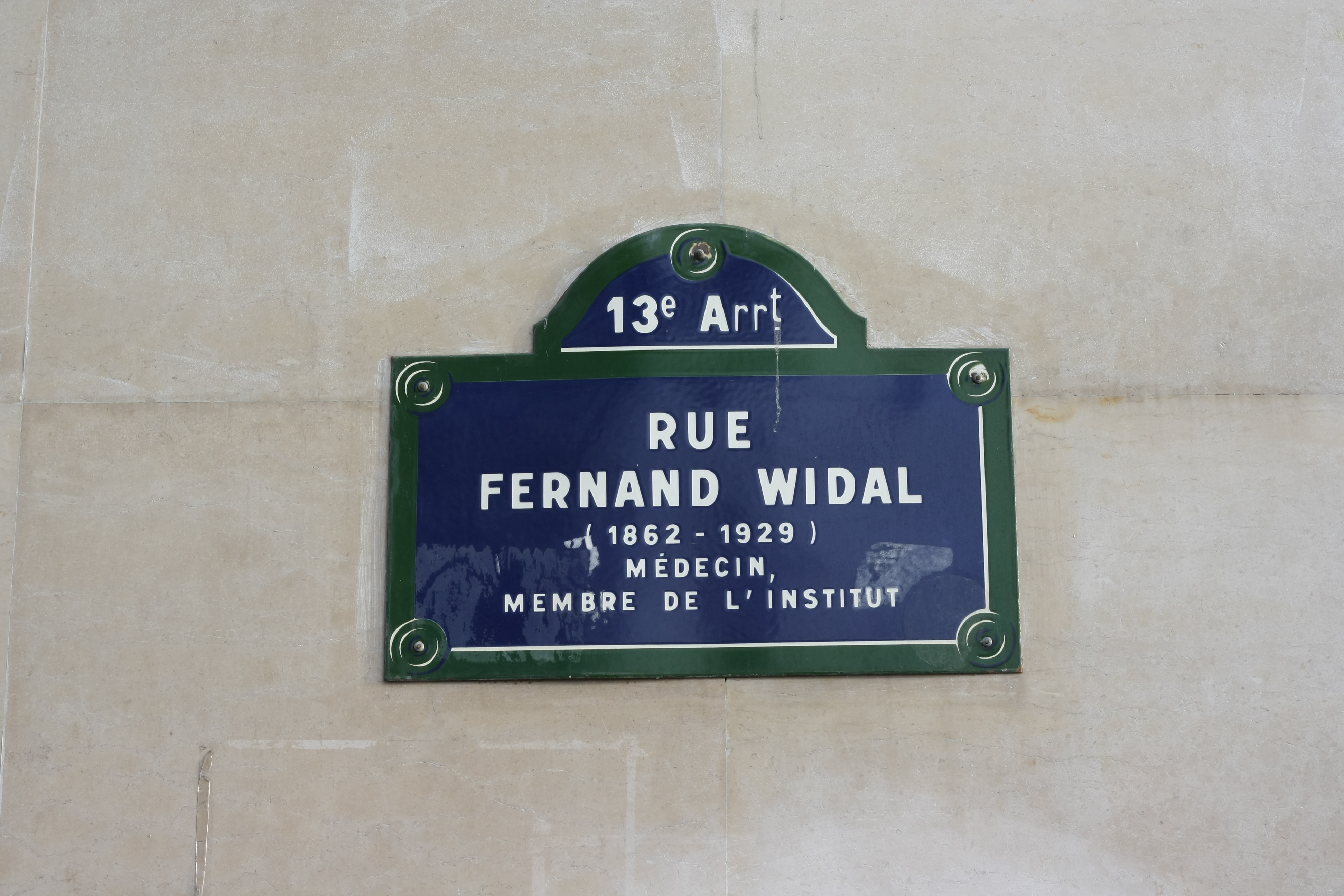
Rue Fernand-Widal à Paris.

## Hommages et distinctions
- Grand officier de la Légion d'honneur[9] en 1921.

Son nom a été donné à l'hôpital Fernand-Widal en 1959.
Un timbre français de 12F Widal a été émis en 1958.